# Rukchanok Srinork
Rukchanok Srinork (ur. 11 października 1994 w Tajlandii) – tajska aktywistka, influencerka i polityczka. Od 2023 roku deputowana Izby Reprezentantów Tajlandii.

## Życiorys

### Młodość i edukacja
Srinork urodziła się 11 października 1994.
Chodziła do przedszkola w Bang Bon. Ukończyła studia licencjackie ze statystyki na Uniwersytecie Thammasat w Bangkoku.

### Kariera zawodowa
Srinork pracowała jako sprzedawczyni internetowa (dropshipping), prowadząc konto na platformie Instagram W 2025 roku jej konto śledziło ponad 488 000 obserwujacych.

### Działalność polityczna
Z powodzeniem kandydowała do Izby Reprezentantów w wyborach generalnych w Tajlandii w 2023 roku z ramienia partii Phak Kao Klai (zwycięskiej w wyborach). W 2024 partia została zdelegalizowana przez Sąd Najwyższy Tajlandii za wzywanie do obalenia panującej w Tajlandii monarchii konstytucyjnej. Srinork zdobyła mandat w okręgu wyborczym numer 28, pokonując urzędującego Wan Uibamrung z Phuea Thai (syna Chalermy Yubamrungi) o prawie 21 000 głosów. Swoją kampanię prowadziła m.in. na skrzyżowaniach w Bangkoku, krzycząc swoje hasła wyborcze przez megafon.
Kilka miesięcy po zostaniu deputowaną została skazana na 6 lat pozbawienia wolności (bez możliwości wcześniejszego zwolnienia) za opublikowanie za pomocą platformy Twitter postu krytykującego rządowe instytucję za proces zamawiania szczepionek przeciwko COVID-19 (3 lata) oraz publiczne oskarżenia przeciwko tym instytucjom (3 lata), które zostały uznane za obrażające rodzinę królewską poprzez zawieranie wizerunku Mahy Vajiralongkorna. Po południu tego samego dnia sąd nakazał zwolnienie warunkowe po wpłaceniu przez Srinork poświadczenia majątkowego w wysokości 500 000 batów. Gdyby nie uzyskała zwolnienia warunkowego, jej mandat parlamentarny zostałby wygaszony. W październiku 2024 jej zwolnienie warunkowe zostało utrzymane.